# Fédération serbe des sports électroniques et des esports
 (septembre 2024).
La mise en forme du texte ne suit pas les recommandations de Wikipédia : il faut le « wikifier ».
Les points d'amélioration suivants sont les cas les plus fréquents. Le détail des points à revoir est peut-être précisé sur la page de discussion.
- Les titres sont pré-formatés par le logiciel. Ils ne sont ni en capitales, ni en gras.
- Le texte ne doit pas être écrit en capitales (les noms de famille non plus), ni en gras, ni en italique, ni en « petit »…
- Le gras n'est utilisé que pour surligner le titre de l'article dans l'introduction, une seule fois.
- L'italique est rarement utilisé : mots en langue étrangère, titres d'œuvres, noms de bateaux, etc.
- Les citations ne sont pas en italique mais en corps de texte normal. Elles sont entourées par des guillemets français : « et ».
- Les listes à puces sont à éviter, des paragraphes rédigés étant largement préférés. Les tableaux sont à réserver à la présentation de données structurées (résultats, etc.).
- Les appels de note de bas de page (petits chiffres en exposant, introduits par l'outil «  Source ») sont à placer entre la fin de phrase et le point final[comme ça].
- Les liens internes (vers d'autres articles de Wikipédia) sont à choisir avec parcimonie. Créez des liens vers des articles approfondissant le sujet. Les termes génériques sans rapport avec le sujet sont à éviter, ainsi que les répétitions de liens vers un même terme.
- Les liens externes sont à placer uniquement dans une section « Liens externes », à la fin de l'article. Ces liens sont à choisir avec parcimonie suivant les règles définies. Si un lien sert de source à l'article, son insertion dans le texte est à faire par les notes de bas de page.
- La présentation des références doit suivre les conventions bibliographiques. Il est recommandé d'utiliser les modèles {{Ouvrage}}, {{Chapitre}}, {{Article}}, {{Lien web}} et/ou {{Bibliographie}}. Le mode d'édition visuel peut mettre en forme automatiquement les références.
- Insérer une infobox (cadre d'informations à droite) n'est pas obligatoire pour parachever la mise en page.

Pour une aide détaillée, merci de consulter Aide:Wikification.
Si vous pensez que ces points ont été résolus, vous pouvez retirer ce bandeau et améliorer la mise en forme d'un autre article.
La Fédération Serbe des Sports Électroniques et des Esports (SESE) est une organisation dédiée au développement et à la promotion des esports en Serbie.

## Histoire
La Fédération Serbe des Sports Électroniques et des Esports a été fondée en 2008 à Belgrade. Elle a été l'un des membres fondateurs de la Fédération Internationale des Esports (International Esport Federation) en 2009. Grâce à un travail conjoint avec les institutions, ils ont réussi à faire en sorte qu'en 2015, puis en 2017, le ministère de la Jeunesse et des Sports inclut les esports parmi les sports, c'est-à-dire comme une branche du sport.

## Activités
La SESE a organisé de nombreux événements et compétitions au fil des années, y compris :
- Games.con (2017, 2018, 2019, 2021, 2022, 2023) - LAN hors ligne à la Foire de Belgrade
- Games.con 2020 - En ligne
- Qualifications nationales IESF (2014-2024) - Finales en ligne et LAN
- Telenor Arena 5G 2019 - LAN hors ligne dans le parc scientifique et technologique de Belgrade
- Potter Mania (2018, 2019) - LAN hors ligne à Dom Omladine, Belgrade
- Chibicon (2018, 2019) - LAN hors ligne à Dom Omladine, Belgrade
- CEE2020 - En ligne
- FIFA 19 UMBRO (Hiver 2019) - LAN hors ligne à Delta City, Belgrade
- Fortnite 1v1 Mobile (Événement Samsung 2019) - LAN hors ligne à Delta City, Belgrade
- FIFA 20 SportVision Umbro League (Été 2019) - LAN hors ligne dans divers centres commerciaux de Belgrade
- Hearthstone League 2019 - Finales en ligne et LAN, Belgrade
- PES2021 ROI DU TERRAIN Merdianbet[4] 2020 - En ligne
- GIGATRON VACANCES HIVERNALES (2020) - En ligne
- Tournoi Rockstar Gaming - 1vs1 CSGO 2020 - En ligne

## Réalisations
La SESE a obtenu des résultats significatifs sur la scène internationale des esports. Les succès les plus notables incluent :
- IESF2015-1. lieu [5]
- Hearthstone (Milos Perović) 2015 - 1. lieu
- League of Legends (Aleksa Stanković, Aljoša Kovandzić, Jovan Jovanović, Luka Miletić, Atila Dudaš) 2015-3. lieu
- Tournoi Tekken Tag 2 (Milica Tešić) 2014-2. lieu
- Ligue des légendes 2016-3. lieu
- Ligue des légendes 2017-2. lieu
- Dota 2 2020-2. lieu
- Tekken 7 2020-5. lieu
- Jeux méditerranéens d'esports 2024 Tekken 8 (Ulijana Schwab) - 1. lieu
- Jeux Méditerranéens d'Esports 2024 eFootball (Marko Roksić) - 3. lieu